# Eremanthe
Eremanthe és un gènere monotípic d'arnes de la família Crambidae. Conté una sola espècie, Eremanthe chemsaki (l'arna del desert de Chemsak), que es troba a Amèrica del Nord, on s'ha registrat a Califòrnia. També es troba a Mèxic.
Els adults són diurns.

## Etimologia
L'especie es va anomenar en honor de l'entomòleg estatunidenc John Andrew Chemsak (1932-2007).